# Timelaea kansuensis
Timelaea kansuensis är en fjärilsart som beskrevs av Bang-haas 1939. Timelaea kansuensis ingår i släktet Timelaea och familjen praktfjärilar. Inga underarter finns listade i Catalogue of Life.